# Kézmosás

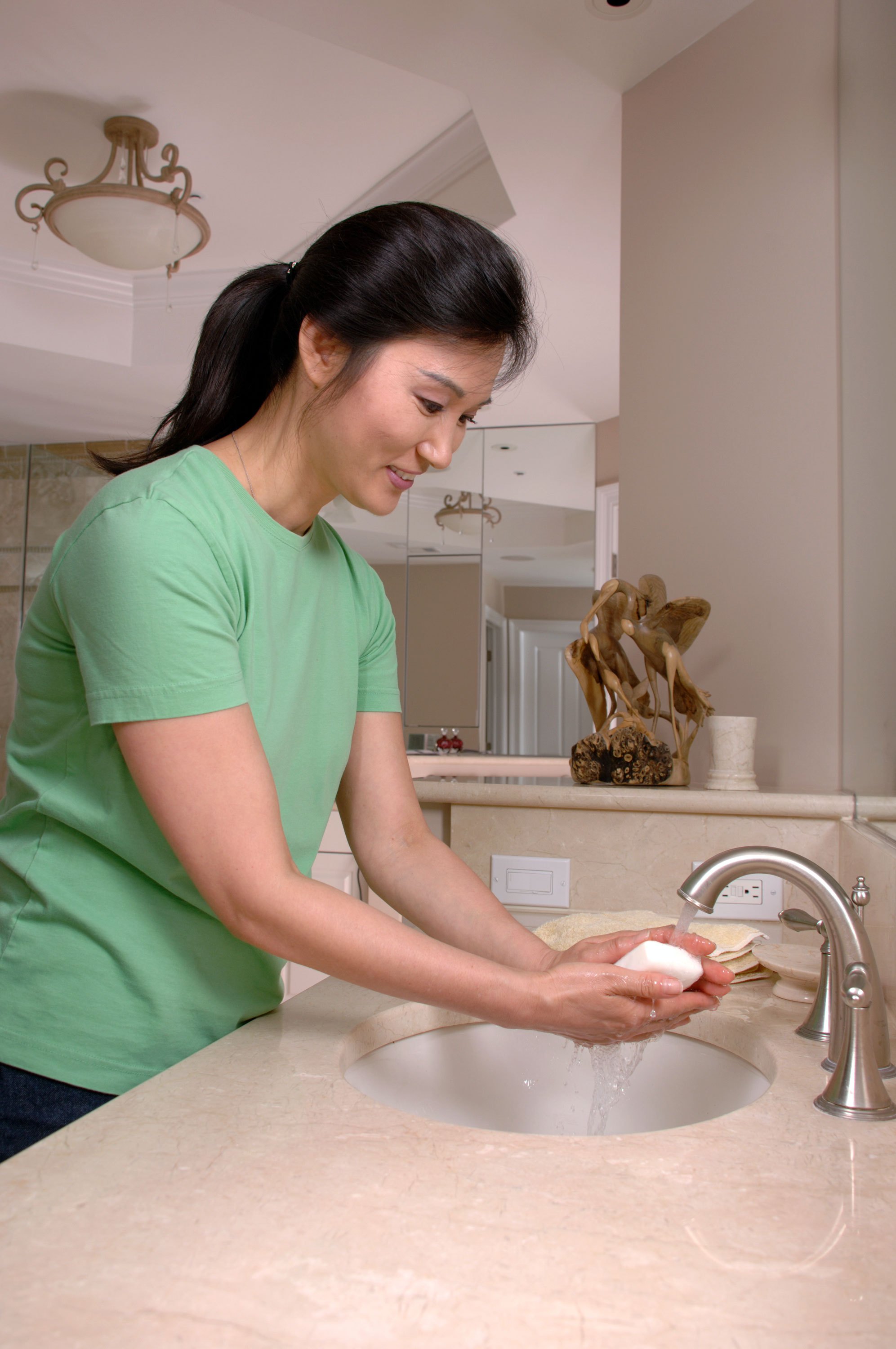
Kézmosás vízzel, szappannal

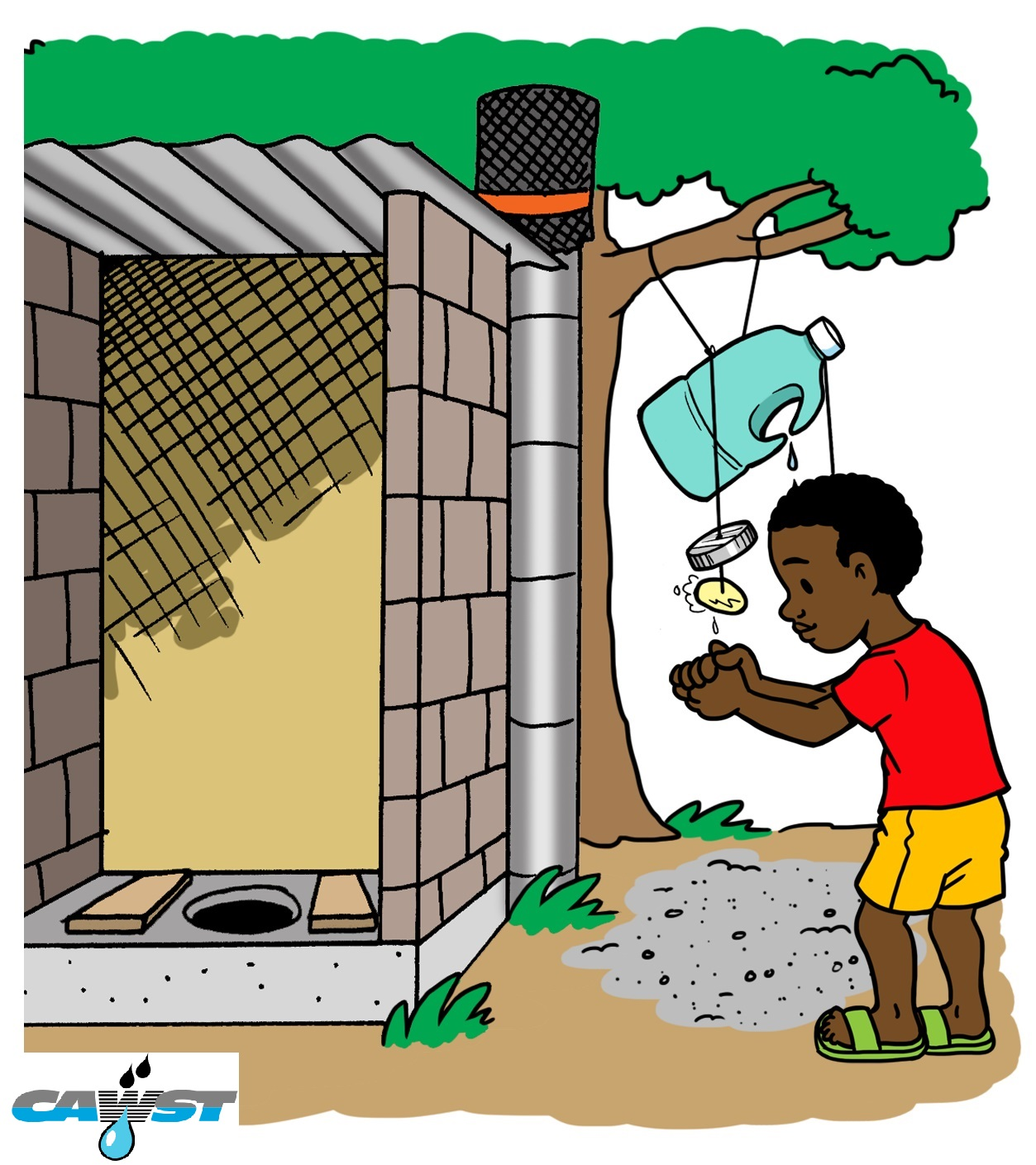
Az illemhely használata utáni kézmosás fontosságára figyelmeztető plakát Afrikában, melyen egyszerűen kivitelezhető, költséghatékony megoldást alkalmaznak a kézmosáshoz

A kézmosás, illetve kézhigiénia a kezek megtisztítása, melynek célja a szennyeződés, illetve a kórokozó vírusok és mikroorganizmusok eltávolítása a bőrfelületről. A 2008 óta számon tartott kézmosás világnapja október 15., amelyet az UNICEF kezdeményezett.
A szappannal való kézmosás fontos például a vizelet- és székletürítést követően, az olyan betegségek megelőzésében, mint a hasmenés vagy a kolera. A kézmosás a különféle légzőszervi megbetegedések, mint az influenza vagy a megfázás esetén is segíthet a megelőzésben, mivel a kézről könnyen kerülhetnek az ilyen betegségeket okozó vírusok a nyálkahártyákra, ha valaki a kezével megérinti a szemét, orrát vagy száját. Ugyancsak fontos kezet mosni pelenkacsere és a gyermek fenekének tisztítása előtt és után, étkezés, illetve etetés előtt, és nyers hús feldolgozása előtt és után. Ha szappan és víz nem érhető el, hamu is megfelelő lehet erre a célra.
A kézfertőtlenítő folyadékok, gélek és habok használatát kórházi környezetben ajánlják leginkább, de nem bizonyított, hogy otthoni használata hatékonyabb lenne az alapos szappanos kézmosásnál.
2014-ben egy 63 országot érintő kérdőíves felmérés szerint a legtöbben Szaúd-Arábiában mosnak kezet az illemhely használatát követően (a  válaszadók 97%-a), Európában Boszniában mosnak kezet a legtöbben (96%), míg a legkevesebben (saját bevallásuk szerint) Dél-Koreában (39%), Japánban (30%) és Kínában (23%), Németországban 78%, Franciaországban 62% válaszolt igennel a kérdésre. Magyarország nem vett részt a felmérésben.

## Technikája
Az amerikai járványügyi és betegségmegelőzési központ (CDC) az alábbiakat javasolja:
1. Hideg vagy meleg folyóvízzel a kezeket benedvesíteni.[9] Az ajánlás szerint a folyóvíz lényeges, mert az állóvíz (például mosdókagylóban, vödörben) szennyezett lehet, de az, hogy a víz meleg vagy hideg, csak kényelmi szempont.[10]
2. Be kell szappanozni a kezeket dörzsölő mozdulatokkal, beleértve a kézfejet, az ujjak közti részeket és a köröm alatti területeket is (ezt körömkefével lehet elérni).[9] A szappan leoldja  a kórokozókat a bőrről.[10]
3. Legalább 20 másodpercig kell alaposan dörzsölni a kezeket.[9] A dörzsölés által keltett mozgás segít eltávolítani a kórokozókat, és a hosszabb időn át tartó dörzsölés több kórokozót távolít el.[10]
4. Alaposan le kell öblíteni a kezeket folyóvízzel.[9] Állóvízben való öblítéssel újra szennyeződhet a bőrfelület.[10]
5. Tiszta törölközővel vagy papírtörlővel kell a kezeket megszárítani, vagy hagyni megszáradni a levegőn.[9] A nedves kéz könnyebben újraszennyeződhet.[10]

A kézmosáskor legkevésbé a hüvelykujjra, a csuklóra, az ujjak közötti részekre és a köröm alatti területre figyelnek az emberek. A műköröm és a lepattogzott körömlakk kórokozókat bujtathat. A gyakori kézmosás kiszáríthatja a bőrt, ezért javasolt valamilyen kézápoló használata is, mivel a kirepedezett száraz bőr növelheti a fertőzésveszélyt.

### Szárítás
A kéz megszárítása kézmosás után ugyanannyira fontos, mint maga a kézmosás. A kézszárítás történhet törölközővel, papírtörlővel vagy kézszárító gépek segítségével. Több kutatás is arra a következtetésre jutott, hogy a kézszárítás leghigiénikusabb módja a nyilvános helyeken a papírtörlő használata, szemben az érintés nélküli, meleg levegőt fújó gépekkel. Utóbbiak ugyanis a nyilvános mosdók légterében már meglévő kórokozókat visszafújhatják a frissen mosott kézre.

## Kéztisztítószerek

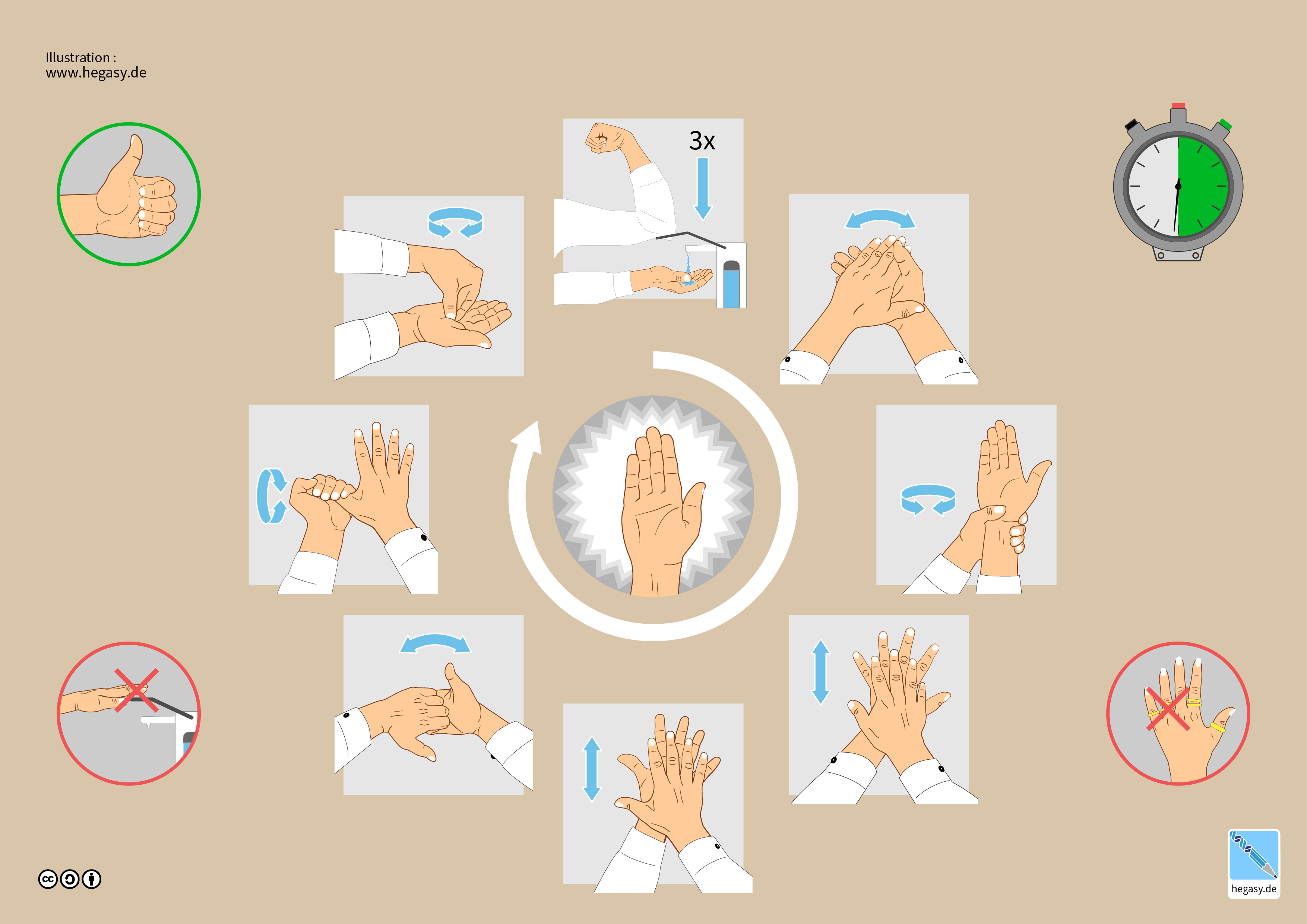
Német DIN EN 1500 szabvány szerinti kézfertőtlenítés menete 6 kézmozdulattal 30 másodperc alatt

A legáltalánosabb tisztítószer a kézmosáshoz a felületaktív anyagokat tartalmazó szappan. A fertőtlenítő hatású szappanokra normál esetben nincs szükség. Egyes tanulmányok azt állapították meg, hogy a hagyományos szappan éppen olyan hatásos a kézmosásnál, mint az antibakteriális szappan. A szilárd szappanon is lehetnek kórokozók, azonban néhány tanulmány azt a következtetést vonta le, hogy a szappanhab lemosásával a kórokozók is lemosódnak. Az amerikai járványügyi központ (CDC) ennek ellenére az érintés nélküli folyékonyszappan-adagolók használatát javasolja inkább. A meleg víz önmagában nem elég a kéz megtisztításához, mivel olyan meleget nem tud elviselni a bőr, ami el is pusztítaná a kórokozókat. A meleg vizes szappanos kézmosás eredményesebben távolítja el az olajos szennyeződéseket, mint a hideg vizes, azonban arra nincs bizonyíték, hogy a víz hőmérséklete befolyásolná az eltávolított kórokozók mennyiségét.A megfelelő hatás érdekében fontos, hogy a szappanos kézmosásnál megfelelő mennyiségű anyag jusson a kéz belső és külső részére, illetve az ujjakra is, a dörzsölés, majd a szárítás pedig legalább 40-60 másodpercig tartson.
A kézfertőtlenítők a kéz felületén található kórokozók csökkentésére alkalmazott folyadékok, gélek vagy habok. Az amerikai járványügyi hatóság által ajánlott kézfertőtlenítők alkoholt tartalmaznak, melyek akkor a leghatásosabbak, ha 60–95% közötti az alkoholtartalmuk. A magasabb alkoholtartalom azonban nem jelent feltétlenül hatékonyabb fertőtlenítést, mivel töményebb koncentráció esetén az alkohol túl gyorsan elpárolog a kezünkről, így nincs elég ideje kifejteni a fertőtlenítő hatását. A kézfertőtlenítő használatát elsősorban közegészségügyi környezetben (például kórházakban) ajánlják, de szappanos kézmosás akkor is ajánlott, ha a kezeken látható szennyeződés van, illetve az illemhelyhasználatot követően is. A nem alkoholalapú kézfertőtlenítőket általánosságban nem preferálják a kórházi használatban. A közegészségügyi rendszeren kívül, általános otthoni használatra a kézfertőtlenítők szappanos vízzel szembeni használatának előnyeire kevés bizonyíték létezik. A kézfertőtlenítő gélek, folyadékok vagy habok használatakor ügyelni kell arra, hogy megfelelő mennyiségben kerüljön a kézre (2,4–3 milliliter, ehhez a legtöbb termék esetében egy nyomás nem elegendő), majd a szappanos kézmosáshoz hasonlóan a kéz és az ujjak minden felületére el kell juttatni az anyagot, beleértve az ujjbegyeket is. A kézfertőtlenítő eloszlatását legalább 25-30 másodpercig kell végezni, amíg az meg nem szárad. A kézfertőtlenítő habok általában lassabban száradnak, mint a gél állagúak. A termékek egy része valamilyen hidratáló anyagot is tartalmaz (például glicerint vagy aloe verát), megakadályozandó, hogy az alkohol kiszárítsa a bőrt.
Olyan speciális körülmények esetén, amikor nem elérhető a szappan, az Egészségügyi Világszervezet szerint a fahamu és a homok is elfogadható alternatíva.

## A klinikai kézfertőtlenítés története
Az 1800-as évek közepén Semmelweis Ignác a bécsi közkórház szülészeti klinikáján figyelt fel arra, hogy az egyik klinikán a szülőanyák halálozási aránya jóval magasabb mint a másikon. Azt figyelte meg, hogy a magas halálozási arányú klinikán az orvosok és orvostanhallgatók a boncolás után közvetlenül jártak át a szülészetre, és a szappanos kézmosás ellenére a kezükről továbbra is rossz szagok áradtak. Bevezette, hogy az orvosok boncolás után, illetve két beteg vizsgálata között is klórmész-oldatos kézmosással fertőtlenítsék a kezüket. Az eljárás bevezetését követően a halálozási arány a szülészeten drasztikusan csökkent. Abban a korban azonban nehéz volt elfogadtatni ezt az elméletet a tudóstársadalommal, Semmelweis igyekezete ellenállásba ütközött és az eljárás nem terjedt el azonnal az orvoskollégák között. Semmelweis előtt néhány évvel az amerikai Oliver Wendell Holmes is felfedezte, hogy a gyermekágyi láz az orvos-beteg közötti fizikai érintkezések eredménye.  Akárcsak Semmelweis, Holmes is ellenállásba ütközött a kollégái részéről, akik kikérték maguknak a gyanúsítást, hogy ők fertőzték meg az anyákat.

## Fordítás
Ez a szócikk részben vagy egészben  a   Hand washing című angol Wikipédia-szócikk fordításán alapul.  Az eredeti cikk szerkesztőit annak laptörténete sorolja fel. Ez a jelzés csupán a megfogalmazás eredetét és a szerzői jogokat jelzi, nem szolgál a cikkben szereplő információk forrásmegjelöléseként.